# Pierre-Jean Garat

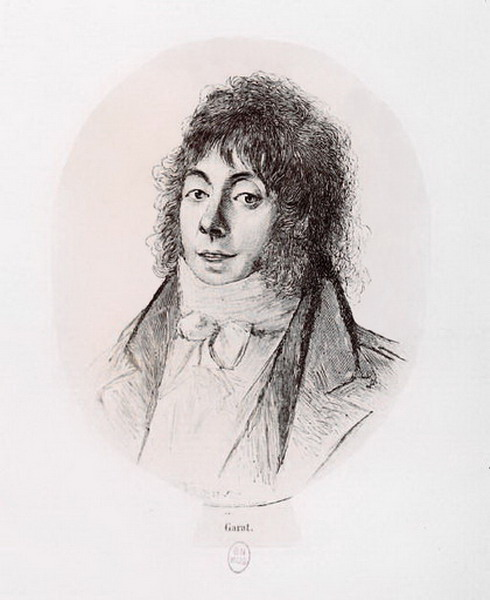
Garat

Pierre-Jean Garat, född 25 april 1764, död 1 mars 1823, var en fransk sångare (tenorbaryton) och sångpedagog.
Garat var Marie-Antoinettes skyddsling och måste vid franska revolutionens utbrott fly från Paris, och verkade därefter i Hamburg, där han tillsammans med violinisten Pierre Rode firade stora triumfer. 1794 vände han tillbaka till Paris och blev därefter en av revolutions- och kejsartidens berömdaste sångare.